# Wijnrode duif
De wijnrode duif (Patagioenas inornata) is een vogel uit de familie Columbidae (duiven).

## Verspreiding en leefgebied
Deze soort wordt beschouwd als monotypisch (voorheen werden drie ondersoorten onderscheiden) en komt voor in Cuba, Hispaniola, Jamaica en Puerto Rico.

## Status
De grootte van de populatie is in 2020 geschat op 1000-4100 volwassen vogels. Op de Rode lijst van de IUCN heeft deze soort de status gevoelig.